# Pravna oseba
Pravna oseba je ena od oblik oseb javnega prava. Med pravne osebe uvrščamo gospodarske družbe, zavode, društva, organe in organizacije, tudi verske skupnosti, ki z vpisom v konstitutivni register, ustrezno evidenco, razvid ali z zakonom pridobijo status pravne osebe.
Pravne osebe javnega in zasebnega prava morajo komisiji na njeno obrazloženo zahtevo, ne glede na določbe drugih zakonov in ne glede na obliko podatkov, najkasneje v roku 15 dni od prejema poziva komisije brezplačno posredovati vse podatke, tudi osebne, in dokumente, ki so potrebni za opravljanje zakonskih nalog komisije.